# Devergudi, Sindhnur
Devergudi là một làng thuộc tehsil Sindhnur, huyện Raichur, bang Karnataka, Ấn Độ.